# Paramphiascopsis paromolae
Paramphiascopsis paromolae är en kräftdjursart som beskrevs av Soyer 1973. Paramphiascopsis paromolae ingår i släktet Paramphiascopsis och familjen Diosaccidae. Inga underarter finns listade i Catalogue of Life.